# 米格龙
米格龙（法語：Mugron，法語發音：[myɡʁɔ̃]）是法国朗德省的一个市镇，属于达克斯区。

## 地理
米格龙（43°45'0"N, 0°44'57"W）面积16.53 平方千米，位于法国新阿基坦大区朗德省，该省份为法国西南部沿海省份，是法國本土面积第二大的省，北起吉倫特省，西临大西洋，南至大西洋比利牛斯省，东临热尔省，东北与洛特-加龍省接壤。
与米格龙接壤的市镇（或旧市镇、城区）包括：古茨、奥里耶、拉奥斯、洛雷德、卢尔康、内尔比、圣欧班、苏普罗斯。

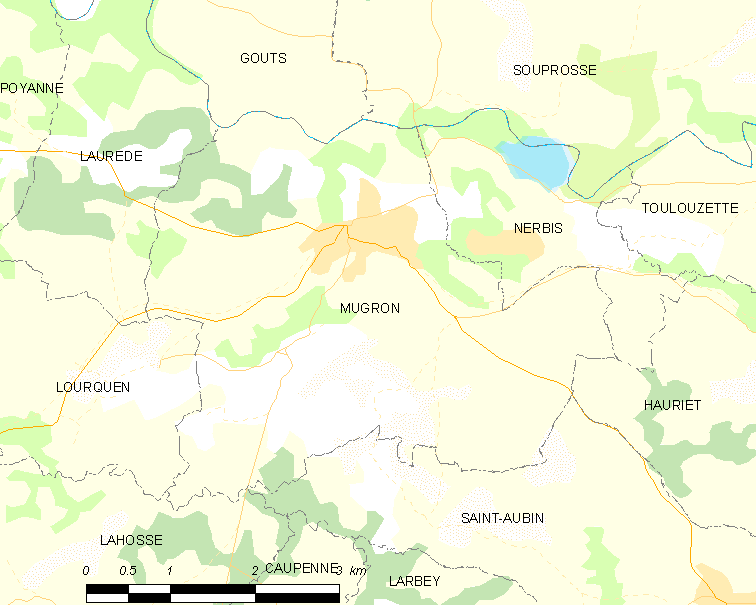
米格龙的OSM定位图

米格龙的时区为UTC+01:00、UTC+02:00（夏令时）。

## 行政
米格龙的邮政编码为40250，INSEE市镇编码为40201。

## 政治
米格龙所属的省级选区为沙洛斯山坡县。

## 人口

1962-2008年间米格龙人口变化图示

米格龙于2022年1月1日时的人口数量为1336人。